# Schwabstadl
Schwabstadl ist ein Gemeindeteil der Gemeinde Obermeitingen im oberbayerischen Landkreis Landsberg am Lech. 

## Geschichte
Die Bayerische Uraufnahme zeigt in den 1810er Jahren unter dem Namen „Stadelhof“ eine Einöde mit drei Gebäuden und einem umzäunten Garten. In den 1880er Jahren entstand westlich die Bahnstrecke Bobingen–Kaufering und der Standort wurde militarisiert. Ein Ausziehgleis der Bahnstrecke führte nun zu den beiden Munitionsdepots (Pulver-Magazin) und dem Wachthaus südlich des Gehöfts Schwabstadel. Um 1910 wurde nördlich der Fliegerhorst Lechfeld eingerichtet. Nach dem Ersten Weltkrieg wurden die Bahnanlagen erweitert, das Sprengstoffwerk gebaut und ein Militärfriedhof angelegt. In der Zeit des Nationalsozialismus wurden die Anlagen weiter ausgebaut und nach dem Zweiten Weltkrieg ab 1955 von der Bundeswehr weiter genutzt. Anfang der 1980er Jahre wurde der Bahnanschluss zurückgebaut.
Die Auflassung des Standorts wurde 2009 beschlossen. Inzwischen wurden die Gebäude der Kaserne vollständig abgerissen und das Areal in einen Solarpark umgewandelt.

## Soldatenfriedhof
Auf dem Soldatenfriedhof haben die Überreste von General Feldmarschall der Luftwaffe Hugo Sperrle, 756 Sowjetsoldaten, 59 Jugoslawen, 6 Polen, 5 Rumänen und 1 Griechen aus dem Kriegsgefangenen-Mannschafts-Stammlager VII A (kurz: Stalag VII A in Moosburg an der Isar) 1958 ihre letzte Ruhestätte gefunden.